# Unzial 053
Der Unzial 053 (in der Nummerierung nach Gregory-Aland; von Soden A4) ist eine griechische Unzialhandschrift des Neuen Testaments, die mittels Paläographie auf das 9. Jahrhundert datiert wird. Sie enthält Teile des Lukasevangeliums (1,1–2,40) mit Kommentaren auf 14 Pergamentblättern (27,5 × 23 cm). Der Kodex wurde dreispaltig mit 42 Zeilen pro Seite beschrieben. Er ist einer der wenigen Kodexe, die in drei Spalten pro Seite beschrieben wurden (weitere Handschriften: Codex Vaticanus, Codex Vaticanus Graecus 2061).
Die Handschrift befindet sich jetzt in München in der Bayerischen Staatsbibliothek (Gr. 208, fol. 235–248).
Der griechische Text des Kodex repräsentiert den Byzantinischen Texttyp. Aland ordnete ihn mit etwas Zurückhaltung in Kategorie V ein.